# NGC 735
NGC 735 este o infrared source⁠(d) situată în constelația Triunghiul. A fost descoperită în 13 septembrie 1784 de către William Herschel. Se află la o distanță de 62,51 de megaparseci de Pământ.